# Plafondmaleri
Plafondmaleri (af fransk plat fond 'flad grund', altså egentligt fladt loft i modsætning til hvælving) eller loftsmaleri er udsmykning af lofter dels med ornamenter, løvværk, grotesker etc., dels med virkelige malerier, "billeder".
I den sidstnævnte form udfoldes maleriet snart som et tæppe på loftet med samme perspektiv som et almindelig lodret hængende vægmaleri, snart gøres der indrømmelse til illusionen, til perspektivet nedefra opad, og man kan da tillempe dette således, at plafondmaleri med dets forkortninger viser sig rigtigt for den, der træder ind i salen, eller man kan behandle billedfladen, så den tænkes set lige nedenfra.
Med stor virkning kan dette sidste gennemføres i en kuppel, hvor de store afstande dog hindrer øjet i at se billedfladen helt udfoldet: fra den virkelige arkitektur, der fortsættes i malet skinarkitektur, ser man op i den blå himmel, og skikkelser højt deroppe i dristige forkortninger skuffer øjet end mere. Der er mange grader i den konsekvens, hvormed malerne har gennemført et sådant frøperspektivs princip, og på grund af maleriets emme og åndelige værd ses det sjælden helt gennemført.
Medens Rafael behandlede loftsbilledet efter det almindelige vægmaleris grundsætninger – Michelangelo ligeledes i genesis-billederne i Det Sixtinske Kapel, men i en malet skinarkitektur, hvis profeter med videre skal ses i modsat retning af midterbilledet med genesis-fremstillingen – komponerede Melozzo da Forli og Andrea Mantegna (Camera degli Sposi i Mantua) deres billeder som tildragelser set nedefra opad, hvad andre som Paolo Uccello allerede tidligere havde gjort tilløb til.
Correggio gennemførte det perspektiviske plafondmaleri med illuderende mesterskab (San Giovanni og Domkirken i Parma, den pragtfulde Camera di San Paolo sammesteds). Derefter var i lange tider denne fremstillingsform den rådende (Giulio Romano Palazzo del Te i Mantua, venetianerne) og udformedes i 17. og 18. århundrede til et dekorativt virtuosmageri som for eksempel Andrea Pozzos kunststykker i Ignatius-kirken Sant'Ignazio i Rom med videre, Giovanni Battista Tiepolos værker, rokokoens luftige plafonder etc. Med Anton Rafael Mengs kom reaktionen mod denne retning, og i Peter von Cornelius' plafondmaleri i Ludwigskirken og i Glyptoteket, begge München, er forkortningen nedefra opad bandlyst.
Nutidskunsten har benyttet snart den ene, snart den anden fremstillingsmåde. Plafondmaleri i dansk kunst: bl.a. Lorenz Frølichs Gefion pløjer Sjælland ud, der ligesom loftsbilleder af Laurits Tuxen, Frans Schwartz m.fl. findes i Det Nationalhistoriske Museum på Frederiksborg Slot, Joakim Skovgaards loftsbilleder i Viborg Domkirke med videre; af norsk plafondmaleri bl.a. loftsdekorationerne til Nationaltheatret i Kristiania af Eivind Nielsen.